# Поглед в бъдещето
„Поглед в бъдещето“ (на английски: FlashForward) е американски научнофантастичен сериал, излъчващ се по телевизия ABC.
Базиран е отчасти на романа „Поглед в бъдещето“ на фантаста Робърт Сойер. Излъчването започва на 24 септември 2009 г.
На 13 май 2010 г. ABC обяви, че няма да поднови „Поглед в бъдещето“ за втори сезон.

## „Поглед в бъдещето“ в България
В България сериалът започва излъчване на 18 ноември 2009 г. по AXN, всяка сряда от 23:00 с повторение в събота от 21:00. След излъчването на пети епизод на 16 декември, сериалът продължава на 10 февруари 2010 г., всяка сряда от 22:00, като след десетия си е отново временно спрян. Новите епизоди започват на 7 април с единайсети и дванайсети епизод наведнъж от 21:00, като в същия ден от 20:00 е излъчен и специален епизод, обобщаващ случилото се. От следващата седмица разписанието е отново от 22:00 по един епизод. Последният епизод е излъчен на 16 юни. Дублажът е на студио Доли. Ролите се озвучават от артистите Лидия Вълкова, Мариана Лечева, Стоян Цветков и Христо Бонин. В специалния епизод към озвучаващия състав е добавен Димитър Кръстев в ролята на диктора.
На 27 октомври 2010 г. започва повторно излъчване по TV7, всяка сряда и четвъртък от 21:00, като дублажът е записан наново. Ролите се озвучават от артистите Ирина Маринова, Десислава Знаменова, Александър Митрев, Даниел Цочев и Христо Узунов.